# Räng (west)
Räng (west) (Zweeds: Räng (västra delen)) is een plaats (småort) in de gemeente Vellinge in het landschap Skåne en de provincie Skåne län in Zweden. De plaats heeft 94 inwoners (2010) en een oppervlakte van 10 hectare. Het vormt samen met Räng een dorp en is daarvan het oostelijk deel. Räng (west) is echter zelfstandig in de statistieken opgenomen.
Höllviken · Skanör med Falsterbo · Vellinge · Ljunghusen · Hököpinge · Västra Ingelstad · Rängs sand · Gessie villastad · Östra Grevie · Arrie · Vellinge Väster ·  Södra Åkarp · Hököpinge kyrkby · Möllevången · Räng (west) · Mellan-Grevie · Norra Håslöv · Gessie · Räng · Kronan · Västra Grevie